# 名古屋柳城女子大学
名古屋柳城女子大学（なごやりゅうじょうじょしだいがく、英語: Nagoya Ryujo Women's University）は、愛知県名古屋市昭和区明月町2-54に本部を置く日本の私立大学。1898年創立、2020年大学設置。

## 概要

### 概説
マーガレット・ヤングが創設した、保姆養成所を起源とする。聖公会系のミッションスクールである。名古屋柳城短期大学の実践をもとに、2020年4月に開学した。
運営法人は、2026年度以降に入学する学生の募集を停止することを2025年2月19日に発表した。

### 建学の理念
キリスト教主義に基づいた建学の精神を体得し豊かな人間性を有した一人の社会人として、また、高い専門性を有し、保育を自ら創造していくことのできる高度な実践力をもった保育者として価値ある生活を送ることができる人材の育成。

## 沿革
- 1898年 - カナダ聖公会宣教師マーガレット・ヤングが保姆養成所創設。
- 1924年 - 柳城保姆養成所と改称。
- 1953年 - 柳城女子短期大学設置。
- 1996年 - 名古屋柳城短期大学と改称。
- 2020年 - 名古屋柳城女子大学開学。

## 基礎データ

### 所在地
- 愛知県名古屋市昭和区明月町2-54

### 交通アクセス
- 名古屋市営地下鉄鶴舞線又は桜通線 御器所駅下車、徒歩で約5分。

## 教育および研究

### 学部
- こども学部
  - こども学科

## 関連学校
- 名古屋柳城短期大学
- 名古屋柳城短期大学附属柳城幼稚園
- 名古屋柳城短期大学附属幼保連携型認定こども園豊田幼稚園
- 名古屋柳城短期大学附属三好丘聖マーガレット幼稚園

## 公式サイト
- 名古屋柳城女子大学 - 公式ウェブサイト
- 名古屋柳城女子大学こども学部 (@ryujo_kodomo) - Instagram
- 名古屋柳城短期大学入試広報課 - YouTubeチャンネル